# Physcomitrium sahapurense
Physcomitrium sahapurense är en bladmossart som beskrevs av C. Müller och Potier de la Varde 1917. Physcomitrium sahapurense ingår i släktet huvmossor, och familjen Funariaceae. Inga underarter finns listade i Catalogue of Life.